# Цілолист запашний
Цілолист запашни́й або гаплофіл запашний (Haplophyllum suaveolens) — багаторічна рослина родини рутові (Rutaceae), поширений у південно-східній Європі та західній Азії. Етимологія: лат. suaveolens — «запашний».

## Опис
Напівчагарник 20–45 см заввишки. Лопаті зав'язі, як і коробочка, біль-менш опушені, на верхівці з конусоподібними придатками. Чашолистки трикутно-ланцетні, загострені, по краю війчасті. Пелюстки 6–8(10) мм довжиною, жовті, часто з бурою, поздовжньої смужкою на спинці. Вся рослина густо коротко опушена.

## Поширення
Європа: Албанія, Греція, Македонія, Сербія [вкл. Косово], Болгарія, Молдова, Румунія, Україна [вкл. Крим], пд.-зх. Росія; Азія: Туреччина, Сирія.
В Україні зростає на сухих степових схилах, вапняково-кам'янистих відслоненнях — на півдні Лісостепу (Одеська і Донецька області) і в Степу, б. м. звичайно; в Кримській обл., рідко (Євпаторійський р-н і Керченський півострів, гора Опук). Входить у переліки видів, які перебувають під загрозою зникнення на територіях Дніпропетровської, Донецької, Запорізької, Луганської областей.